# Ủy ban Nhân quyền Liên Hợp Quốc
Ủy ban Nhân quyền hay Ủy ban Nhân quyền Liên Hợp Quốc (tiếng Anh: Human Rights Committee) là một cơ quan trực thuộc Liên Hợp Quốc gồm 18 chuyên gia độc lập có nhiệm vụ giám sát việc thực hiện Công ước Quốc tế về các Quyền Dân sự và Chính trị (ICCPR). Đây là một trong 10 cơ quan điều ước quốc tế thuộc hệ thống nhân quyền Liên Hợp Quốc chịu trách nhiệm giám sát việc thực hiện các công ước về nhân quyền của Liên Hợp Quốc..
Cần tránh nhầm lẫn Ủy ban Nhân quyền Liên Hợp Quốc với tổ chức của Liên Hợp Quốc về nhân quyền gồm đại diện của các nước thành viên Liên Hợp Quốc (quy định theo Hiến chương Liên Hợp Quốc) là Hội đồng Nhân quyền Liên Hợp Quốc, là nơi đại diện các quốc gia thảo luận về các vấn đề nhân quyền. Cũng cần tránh nhầm lẫn với Ủy ban Nhân quyền (United Nations Commission on Human Rights) đã chấm dứt hoạt động vào năm 2006 và được thay thế bằng Hội đồng Nhân quyền Liên Hợp Quốc đã đề cập trên.
Chức năng chính của Ủy ban Nhân quyền là đưa ra các giải thích nội dung của Công ước quốc tế về các quyền dân sự và chính trị (ở dạng các Bình luận chung), giám sát các quốc gia thành viên Công ước thực hiện các nghĩa vụ quy định trong Công ước (dưới dạng xem xét các báo cáo định kỳ), và giải quyết các khiếu nại của các cá nhân liên quan đến các nước tham gia vào Nghị định thư bổ sung I của Công ước.
Các quốc gia đã phê chuẩn Nghị định thư bổ sung thứ nhất của Công ước quốc tế về các quyền dân sự và chính trị chấp nhận việc bị  khiếu nại về tình hình nhân quyền và các vi phạm nhân quyền trong nước trước Ủy ban Nhân quyền. Tương tự, Ủy ban giám sát cả việc bãi bỏ án tử hình ở những nước đã phê chuẩn Nghị định thư bổ sung thứ hai của Công ước quốc tế về các quyền dân sự và chính trị.

## Thành viên Ủy ban
Ủy ban gồm 18 chuyên gia độc lập có uy tín về đạo đức và chuyên môn được công nhận trong lĩnh vực nhân quyền. Các chuyên gia này, trước khi chính thức nhận nhiệm vụ tại ủy ban, phải tuyên thệ sẽ phục vụ một cách vô tư và có lương tâm (theo quy định tại điều 38 của Công ước).
Theo quy định tại điều 28, 29, 30, 31, 32, 33, 34, 36, 37, 38 và 39 của Công ước, cứ hai năm một lần Hội nghị các quốc gia thành viên Công ước (thường họp tại Trụ sở Liên Hợp Quốc ở New York) sẽ bầu cử một nửa số ủy viên của Ủy ban Nhân quyền, các ủy viên có nhiệm kỳ bốn năm. Ủy viên phục vụ tại Ủy ban với tư cách cá nhân (điều 28) và có thể được đề cử lại (điều 29). Mỗi quốc gia thành viên Công ước được đề cử không quá hai ứng cử viên, và ứng cử viên phải là công dân của quốc gia thành viên Công ước (điều 29). Việc bầu cử diễn ra bằng bỏ phiếu kín (điều 29). Theo quy định ở điều 31, Ủy ban không được có hai thành viên cùng một quốc tịch và các thành viên phải mang tính đại diện cho các khu vực địa lý cũng như đại diện cho các nền văn hóa và các hệ thống nguyên tắc pháp lý khác nhau.
Danh sách các thành viên được Ủy ban Nhân quyền cập nhật tại đây

## Cách thức làm việc
Theo quy định tại ICCPR điều 39, Ủy ban tự xây dựng cách thức làm việc của mình. Từ khi chính thức được thành lập vào năm 1977,  Quy chế làm việc của Ủy ban đã được sửa đổi nhiều lần. Mô tả về cách thức làm việc của ủy ban ở phần này được cập nhật theo bản quy chế sửa đổi được thông qua vào tháng 1/2021.
Hiện nay, theo thông lệ Ủy ban họp 3 kỳ một năm vào tháng 3, tháng 6-7 và tháng 10-11, mỗi kỳ kéo dài 4 tuần tại Genève, Thụy Sỹ (trước năm 2018 Ủy ban thường họp kỳ mùa xuân và mùa thu tại Geneva và kỳ mùa hè tại New York). Ngoài ra Ủy ban có thể quyết định mở các kỳ họp bất thường. Kể từ năm 2020, do tình hình dịch Covid-19 trên toàn cầu, các kỳ họp của Ủy ban được tiến hành online hoặc xen giữa gặp mặt trực tiếp tại Geneva và online. Một số phiên họp của Ủy ban được phát trực tuyến và lưu trữ tại Truyền hình Liên Hợp Quốc Lưu trữ ngày 4 tháng 9 năm 2021 tại Wayback Machine.
Ủy ban bầu ra Ban Chấp hành gồm một Chủ tịch, ba Phó chủ tịch và một báo cáo viên, các vị trí này có cân nhắc về giới, khu vực và tính đại diện của văn hóa và hệ thống pháp lý, và có nhiệm kỳ hai năm. Ủy ban có một Ban Thư ký do Tổng thư ký Liên Hợp Quốc bố trí, hiện Ban thư ký này nằm trong Bộ phận hỗ trợ Cơ quan Điều ước của Văn phòng Cao ủy Liên Hợp Quốc về Nhân quyền (OHCHR).
Ủy ban có thể tiến hành các cuộc họp công khai và họp kín. Cuộc họp công khai thường có biên bản chi tiết được công bố, đôi khi có thể có cả các clip ghi hình trên UN WebTV. Cuộc họp kín thường được thông báo tóm tắt nội dung sau cuộc họp, hoặc tóm tắt trong báo cáo thường niên của Ủy ban lên Đại hội đồng Liên Hợp Quốc.
Các chức năng chính của Ủy ban Nhân quyền gồm: 1. Đưa ra các bản Bình luận chung diễn giải nội dung Công ước quốc tế về các quyền dân sự và chính trị; 2. Xem xét báo cáo định kỳ của các quốc gia thành viên Công ước về nghĩa vụ thực hiện Công ước, và thông qua Nhận xét kết luận về việc thực hiện nghĩa vụ này. 3. Tiếp nhận Khiếu nại cá nhân (theo thẩm quyền quy định tại Nghị định thư tùy chọn thứ nhất của Công ước) và 4. Giám sát việc bãi bỏ hình phạt tử hình theo quy định tại Nghị định thư tùy chọn thứ hai của Công ước.

### Các bình luận chung diễn giải nội dung Công ước
Ủy ban Nhân quyền soạn các bản diễn giải và giải thích các vấn đề hoặc điều khoản của ICCPR, gọi là các Bình luận chung (General Comment). Theo quy định tại Khoản 76 và 77 Quy chế làm việc của Ủy ban, khi quyết định soạn một Bình luận chung, Chủ tịch sẽ mời các ủy viên đề xuất các chủ điểm nội dung của bản Bình luận chung. Ủy ban sau đó sẽ tập hợp các nội dung này, lựa chọn một hoặc nhiều báo cáo viên soạn thảo nội dung, tiến hành các tham vấn với các bên liên quan (bao gồm các chuyên gia, các cơ quan điều ước khác, các quốc gia thành viên, các tổ chức nhân quyền, xã hội dân sự, vv..). Ở bước cuối cùng, Ủy ban sẽ thông qua bản Bình luận chung và phổ biến tới các quốc gia thành viên.
Các bình luận chung này được xem như một khung kỹ thuật để giải thích nội dung của Công ước, là khuôn khổ để rà soát các nghĩa vụ của quốc gia thành viên Công ước, và là căn cứ chuẩn mực để giải quyết các khiếu nại cá nhân. Các bình luận chung của Ủy ban nói chung cũng là một nguồn tham khảo của các tòa án và các cơ chế nhân quyền quốc tế, khu vực và quốc gia.
Danh sách các Bình luận chung của Ủy ban Nhân quyền về nội dung của ICCPR (tính đến tháng 9/2021)
- Bình luận chung số 1: Nghĩa vụ Báo cáo [Bình luận chung số 1 đã được thay thế bằng Bình luận chung số 30]
- Bình luận chung số 2: Hướng dẫn báo cáo [được thay thế bằng tài liệu CCPR/C/66/GUI, Hướng dẫn chung cho Báo cáo của quốc gia theo Công ước quốc tế về các quyền dân sự và chính trị, ngày 29 tháng 9 năm 1999]
- Bình luận chung số 3: Điều 2 (Thực thi ở cấp quốc gia) [Bình luận chung số 3 đã được thay thế bằng Bình luận chung số 31]
- Bình luận chung số 4: Điều 3 (Quyền bình đẳng giữa nam và nữ trong việc thụ hưởng tất cả các quyền dân sự và chính trị) [Bình luận chung số 4 đã được thay thế bằng Bình luận chung số 28]
- Bình luận chung số 5: Thoái lui nghĩa vụ (Điều 4)
- Bình luận chung số 6: Điều 6 (Quyến sống)
- Bình luận chung số 7: Điều 7 (Tra tấn hoặc trừng phạt hay đối xử tàn bạo, vô nhân đạo hoặc hạ nhục) [Bình luận chung số 7 đã được thay thế bằng Bình luận chung số 20]
- Bình luận chung số 8:  Điều 9 (Quyền tự do và an toàn cá nhân)
- Bình luận chung số 9: Đối xử nhân đạo với người bị tước tự do (Điều 10)
- Bình luận chung số 10:  Điều 19 (Tự do quan điểm và biểu đạt)
- Bình luận chung số 11: Cấm tuyên truyền chiến tranh và kích động thù hận quốc gia, chủng tộc hoặc tôn giáo (Điều 20)
- Bình luận chung số 12: Điều 1 (Quyền tự quyết của các dân tộc)
- Bình luận chung số 13: Tư pháp (Điều 14)
- Bình luận chung số 14: Quyền sống (Điều 6)
- Bình luận chung số 15: Vị trí của tha nhân trong Công ước
- Bình luận chung số 16: Điều 17 (Quyền được tôn trọng sự riêng tư, gia đình, nhà ở và thư tín, bảo vệ danh dự và uy tín)
- Bình luận chung số 17: Quyền của trẻ (Điều 24)
- Bình luận chung số 18: Không phân biệt đối xử
- Bình luận chung số 19: Bảo vệ gia đình, quyền đối với hôn nhân và quyền bình đẳng của người phối ngẫu (Điều 23)
- Bình luận chung số 20: Cấm tra tấn hoặc các biện pháp đối xử hoặc trừng phạt tàn bạo, vô nhân đạo hay hạ nhục (thay Bình luận chung số 7)
- Bình luận chung số 21: Đối xử nhân đạo với người bị tước tự do (Điều 10) – thay Bình luận chung số 9
- Bình luận chung số 22: Tự do tư tưởng, lương tâm và tôn giáo (Điều 18)
- Bình luận chung số 23: Quyền của những người thiểu số (Điều 27)
- Bình luận chung số 24: Các vấn đề liên quan đến bảo lưu khi phê chuẩn hoặc gia nhập Công ước hoặc các Nghị định thư tùy chọn của Công ước, hoặc về các tuyên bố theo điều 41 của Công ước
- Bình luận chung số 25: Quyền tham gia vào công việc công, quyền bầu cử và quyền tiếp cận công bằng với các dịch vụ công (Điều 25)
- Bình luận chung số 26: Tiếp nối nghĩa vụ
- Bình luận chung số 27: Tự do đi lai
- Bình luận chung số 28 - Điều 3 (Bình đẳng về quyền giữa nam và nữ)(thay thế Bình luận chung số 4)
- Bình luận chung số 29: Tình trạng khẩn cấp (Điều 4)
- Bình luận chung số 30 – Nghĩa vụ báo cáo của quốc gia thành viên theo điều 40 của Công ước
- Bình luận chung số 31: bản chất của nghĩa vụ pháp lý chung áp đặt lên các quốc gia thành viên Công ước
- Bình luận chung số 32: Điều 14: Quyền Bình đẳng trước các tòa án và phiên tòa và quyền được xét xử công bằng.
- Bình luận chung số 33: Nghĩa vụ của các quốc gia thành viên theo Nghị định tư tùy chọn của Công ước quốc tế về các quyền dân sự và chính trị
- Bình luận chung số 34: Điều 19: Tự do quan điểm và biểu đạt
- Bình luận chung số 35: Điều 9 (Tự do và an toàn cá nhân)
- Bình luận chung số 36: Điều 6 (quyền sống)
- Bình luận chung số 37: Điều 21 (Quyền tụ họp ôn hòa)

### Xem xét báo cáo định kỳ của các quốc gia thành viên Công ước
Theo điều 40 của Công ước, quốc gia thành viên có nghĩa vụ báo cáo "các biện pháp họ đã áp dụng để thực thi các quyền được công nhận trong Công ước và về các tiến bộ đạt được trong việc thụ hưởng các quyền này", trong vòng một năm kể từ khi phê chuẩn hoặc gia nhập Công ước. Thời điểm nộp Báo cáo lần tiếp theo sẽ do Ủy ban chỉ định.
Trước năm 2020, Ủy ban thường yêu cầu các quốc gia thành viên nộp báo cáo định kỳ bốn năm một lần. Thủ tục báo cáo lúc đó được thực hiện theo 5 bước như sau:
- Bước 1: Quốc gia thành viên công ước gửi báo cáo định kỳ lên Ủy ban.
- Bước 2: Ủy ban lập một Nhóm làm việc (Task force) gồm 3-4 ủy viên xem xét thông tin từ báo cáo quốc gia, thông tin từ hệ thống Liên Hợp Quốc (các cơ quan điều ước khác, các Thủ tục Đặc biệt của Hội đồng Nhân quyền và các cơ quan Liên Hợp Quốc) và thông tin từ các bên liên quan. Nhóm làm việc soạn một bản Danh sách vấn đề gửi đến quốc gia thành viên. Bản danh sách vấn đề này gồm các câu hỏi hoặc yêu cầu cung cấp và làm rõ thông tin về thực thi nghĩa vụ theo Công ước.
- Bước 3: Quốc gia thành viên gửi văn bản trả lời Danh sách vấn đề. Các bên liên quan khác cũng có thể cung cấp thông tin liên quan đến bản Danh sách vấn đề này.
- Bước 4: Ủy ban và Quốc gia thành viên đối thoại về việc thực thi nghĩa vụ theo Công ước. Ủy ban có các đối thoại bên lề chính thức và không chính thức với các tổ chức xã hội dân sự trước khi đối thoại với Quốc gia thành viên. Nếu quốc gia thành viên không có mặt hoặc không nộp báo cáo, bước này có thể rút ngắn.
- Bước 5: Ủy ban thông qua một Nhận xét kết luận bao gồm các đánh giá và khuyến nghị đối với quốc gia thành viên, yêu cầu báo cáo tiếp nối, và yêu cầu nộp báo cáo kỳ tiếp theo.

#### Thủ tục báo cáo rút gọn
Từ năm 2009, Ủy ban xây dựng hình thức "báo cáo rút gọn". Thủ tục này cho phép bỏ qua bước (1), thay vào đó tiến trình xem xét thực hiện nghĩa vụ quốc gia được Ủy ban khởi động bằng việc chủ động gửi bản Danh sách vấn đề tới quốc gia thành viên. Bản trả lời Danh sách vấn đề sẽ được coi là Báo cáo quốc gia về việc thực thi nghĩa vụ theo công ước.

#### Báo cáo theo chu kỳ định trước.
Kể từ năm 2020, Ủy ban Nhân quyền chuyển đổi thủ tục xem xét báo cáo định kỳ của quốc gia thành viên sang thủ tục báo cáo theo chu kỳ cố định 8 năm. Theo thủ tục này, cứ 8 năm một lần các quốc gia sẽ lần lượt được xem xét việc thực hiện nghĩa vụ theo Công ước. Các quốc gia thành viên được mời mặc định sử dụng thủ tục "báo cáo rút gọn", trừ phi một quốc gia có yêu cầu riêng duy trì thủ tục 5 bước như trước. Tính cố định về thời điểm báo cáo của thủ tục này cũng tương tự như cơ chế Rà soát Định kỳ Phổ quát tại Hội đồng Nhân quyền.

#### Báo cáo tiếp nối
Từ năm 2001, Ủy ban đưa ra quy định về yêu cầu quốc gia thành viên gửi một Báo cáo tiếp nối. Trong bản Nhận xét Kết luận sau định kỳ rà soát nghĩa vụ, Ủy ban chọn từ hai đến tối đa là bốn vấn đề được xem là quan trọng và khẩn cấp và yêu cầu quốc gia thành viên gửi một Báo cáo tiếp nối trong vòng 12 tháng kể từ ngày Ủy ban thông qua bản Nhận xét kết luận. Các bên liên quan (Cơ quan Nhân quyền quốc gia, các tổ chức phi chính phủ và các tổ chức khác) cũng có thể gửi báo cáo tiếp nối độc lập với báo cáo của Nhà nước, hoặc bình luận trên báo cáo của nhà nước được Ủy ban công khai.
Ủy ban cử một ủy viên làm Báo cáo viên về thủ tục Báo cáo tiếp nối. Báo cáo viên này có nhiệm vụ thực hiện các trao đổi về báo cáo tiếp nối và phân tích, đánh giá các thông tin tiếp nhận được. Báo cáo tiếp nối của quốc gia thành viên sẽ được đánh giá và xếp hạng theo thứ tự sau (Bảng điểm được thông qua tháng 11/2016):
- Hạng A: Câu trả lời/hành động đáp ứng tốt: quốc gia thành viên đã cung cấp bằng chứng về những hành động đáng kể đã được áp dụng để thực hiện các khuyến nghị của Ủy ban. Báo cáo viên về báo cáo tiếp nối không yêu cầu thêm thông tin nào từ quốc gia thành viên và thủ tục báo cáo tiếp nối về các vấn đề này kết thúc.
- Hạng B: Câu trả lời/Hành động đáp ứng một phần. Quốc gia thành viên đã có những bước đi để thực hiện các khuyến nghị, nhưng vẫn cần thêm thông tin hoặc hành động. Trong trường hợp này, Báo cáo viên yêu cầu thêm thông tin, với thời hạn cụ thể hoặc trong kỳ báo cáo tiếp theo, về những điểm cụ thể trong câu trả lời trước đó của quốc gia thành viên cần được làm rõ, hoặc yêu cầu quốc gia thành viên tiến hành thêm các bước để thực thi khuyến nghị.
- Hạng C: Câu trả lời/hành động không đáp ứng được. Ủy ban nhận được phúc đáp nhưng hành động hoặc thông tin do quốc gia thành viên cung cấp không liên quan hoặc không thực thi khuyến nghị của Ủy ban. Trong trường hợp này, thông tin của nhà nước thành viên chỉ lặp lại các thông tin Ủy ban đã có trước khi đưa ra Nhận xét Kết luận thì không được coi là phù hợp với mục đích của báo cáo tiếp nối. Báo cáo viên sẽ gửi lại yêu cầu thông tin về các bước quốc gia thành viên đã tiến hành để thực hiện các khuýen nghị.
- Hạng D: Không hợp tác với Ủy ban: Ủy ban không nhận được báo cáo tiếp nối sau khi đã gửi (các) lời nhắc nhở. Quốc gia thành viên không gửi báo cáo tiếp nối, sau khi đã được nhắc nhở một lần và sau khi Báo cáo viên đã yêu cầu gặp mặt để trao đổi về báo cáo tiếp nối.
- Hạng E: Thông tin hay biện pháp tiến hành là trái ngược hoặc cho thấy việc từ chối các khuyến nghị. Quốc gia thành viên đã thông qua các biện pháp trái với hoặc có hậu quả là trái với các khuyến nghị của Ủy ban, hoặc cho thấy sự từ chối các khuyến nghị của Ủy ban.

#### Các nguyên tắc trong xem xét nghĩa vụ của quốc gia thành viên
- Rà soát đa chiều: Việc gửi báo cáo hoặc trả lời bản Danh sách vấn đề là một nghĩa vụ của quốc gia thành viên theo quy định của Công ước. Tuy vậy, việc xem xét thực thi nghĩa vụ quốc gia được ủy ban tiến hành theo nguyên tắc đa chiều, tức là Ủy ban sẽ cân nhắc mọi nguồn thông tin được gửi tới Ủy ban, bao gồm thông tin từ hệ thống Liên Hợp Quốc như từ các cơ quan điều ước khác, các Thủ tục Đặc biệt (Special Procedures) và Rà soát Định kỳ Phổ quát (UPR), các cơ quan Liên Hợp Quốc và các bên liên quan (bao gồm Cơ quan Nhân quyền Quốc gia và các tổ chức xã hội dân sự).
- Đối thoại mang tính xây dựng: Ủy ban khuyến khích tối đa sự hợp tác của quốc gia thành viên khi xem xét nghĩa vụ thực hiện Công ước. Sự hợp tác này thể hiện ở mức độ và thời gian đáp ứng các câu hỏi trong bản Danh sách vấn đề, cũng như tính đại diện và thẩm quyền của các thành viên trong phái đoàn quốc gia tham gia đối thoại với Ủy ban để có thể trực tiếp trả lời các câu hỏi cũng như các bình luận của Ủy ban về nhiều vấn đề khác nhau trong Công ước.